# Sericin
Sericin je protein koji formira Bombyx mori (svilena buba) pri proizvodnji svile.
Svila, koju formiraju larve svilene bube, se sastoji uglavnom od dva proteina, sericina i fibroina. Fibroin je strukturni center svile, dok je sericin gumeni omotač vlakana koji im omogućava da se drže zajedno.
Hemijska struktura sericina je .